# Витланд (Калифорнија)
Витланд (енгл. Wheatland) град је у америчкој савезној држави Калифорнија. По попису становништва из 2010. у њему је живело 3.456 становника.

## Демографија
Према попису становништва из 2010. у граду је живело 3.456 становника, што је 1.181 (51,9%) становника више него 2000. године.
| Група             | 2000.         | 2010.         |
| Белци             | 1.504 (66,1%) | 2.399 (69,4%) |
| Афроамериканци    | 26 (1,1%)     | 41 (1,2%)     |
| Азијати           | 118 (5,2%)    | 203 (5,9%)    |
| Хиспаноамериканци | 483 (21,2%)   | 620 (17,9%)   |
| Укупно            | 2.275         | 3.456         |